# Vlag van de Organisatie van olie-exporterende landen

Vlag van de Organisatie van olie-exporterende landen

De vlag van de Organisatie van olie-exporterende landen is een van de officiële symbolen van de organisatie en werd in 1970 aangenomen. Het ontwerp bestaat uit een rechthoek met een breedte-lengteverhouding van 3:5 op een blauwe achtergrond met het embleem van de organisatie in het wit. Het embleem bestaat uit de gestileerde letters "OPEC". Dit acroniem komt van de Organisation of Petroleum Exporting Countries (Organisatie van olie-exporterende landen), de naam van de organisatie in het Engels, de officiële taal.